# Kees Lensing

a Compétitions nationales et continentales officielles uniquement.

b Matchs officiels uniquement.
Dernière mise à jour le 10 mai 2025.
Gideon Lensing, plus connu comme Kees Lensing, né le 1er juin 1978 à Keetmanshoop (Sud-Ouest africain), est un joueur namibien de rugby à XV, jouant au poste de pilier. Il représente l'équipe de Namibie entre 2002 et 2009, disputant deux Coupe du monde.

## Biographie
Kees Lensing est né à Keetmanshoop dans le Sud-Ouest africain (future Namibie), et grandit dans la ferme familiale. Il commence la pratique du rugby à XV lors de son enfance, et devient le capitaine de l'équipe de son école.

### Carrière en club
Repéré pour son talent, Kees Lensing rejoint en 1994 la province sud-africaine des Griffons, et fait ses débuts professionnels avec cette équipe en 1999 en Currie Cup,. Avec cette équipe, il affronte l'équipe d'Écosse lors de leur tournée en Afrique du Sud en 1999. En 2002, il s'engage avec les Mighty Elefants au sein de la même compétition, puis deux ans plus tard, il rejoint les Blue Bulls,.
En 2005, il fait partie de l'effectif de la franchise des Bulls en Super 12. Il joue dix matchs (tous comme titulaire) avec cette équipe, et effectue de bonnes performances, au point d'être considéré comme l'un des meilleurs joueurs à son poste dans le championnat,,.
Ses performances attirent l'attention de nombreux clubs, et il décide finalement de s'engager en 2005 pour trois saisons avec Leeds Tykes dans le championnat anglais,. Ce transfert lui permet alors de tripler son salaire. Il ne joue toutefois qu'une saison avec cette équipe, puisque celle-ci est reléguée à la fin de la saison 2005-2006, et Lensing se retrouve alors sans contrat. 
Alors qu'il devait initialement rester en Angleterre et rejoindre les London Irish, il décide finalement de rentrer en Afrique du Sud, et s'engage avec les Sharks pour un contrat de trois saisons,. Utilisé régulièrement avec les Natal Sharks en Currie Cup, il n'obtient cependant qu'un temps de jeu très limité avec les Sharks en Super 14 (quatre matchs en deux saisons). 
Il rejoint le club français du Castres olympique à la fin de la saison 2007-2008 de Top 14, en qualité de joker médical de Jérémy Castex. À la fin de la saison, il prolonge son engagement avec le club castrais pour deux saisons supplémentaires.
Non-conservé à Castres en juin 2010, après une saison où il a peu joué à cause de blessures, il rentre en Afrique du Sud et met un terme à sa carrière de joueur,.

### Carrière en sélection
Kees Lensing honore sa première cape internationale avec la Namibie le 15 juin 2002, pour une victoire 112 à 0 contre Madagascar. 
Il fait partie du groupe namibien retenu pour disputer la Coupe du monde 2003 en Australie,. Il joue les quatre matchs de son équipe en tant que titulaire.
Quatre ans plus tard, il est nommé capitaine de son équipe à l'occasion de la Coupe du monde 2007 en France,. Il dispute à nouveau les quatre matchs de son équipe.

### Carrière d'entraîneur
Après la fin de sa carrière de joueur, Kees Lensing se reconvertit comme entraîneur, et commence à exercer en Afrique du Sud. Il obtient son premier emploi d'envergure en 2015 lorsqu'il rejoint le club japonais des Canon Eagles en tant qu'entraîneur de la mêlée.
En 2018, il rejoint le club américain de Rugby United New York, évoluant en Major League Rugby, en tant qu'entraîneur des avants. L'année suivante, il rejoint les Seawolves de Seattle dans le même championnat, en tant qu'entraîneur en chef. Il occupe ce poste pendant une saison et demie, jusqu'en avril 2021, date à la quelle il est rétrogradé au poste d'adjoint à la suite des mauvais résultats de son équipe. Il continue de travailler avec l'équipe de Seattle jusqu'en 2023.

## Statistiques en équipe nationale
- 24 sélections en équipe de Namibie
- 5 points (1 essai)
- Nombre de sélections par année : 4 en 2002, 5 en 2003, 1 en 2004, 3 en 2006, 7 en 2007 et 4 en 2009
- Coupe du monde disputée: 2003 (4 matchs, 4 comme titulaire), 2007 (4 matchs, 3 comme titulaire).